# Ćwiczenia w odciążeniu
Ćwiczenia w odciążeniu – rodzaj ćwiczeń fizycznych, służących zmniejszeniu obciążenia na stawy lub mięśnie, a przez to umożliwiających pacjentowi zrobienie ruchu, który bez odciążenia mógłby być niemożliwy (ze względu na osłabienie mięśnia lub ból). 
Efekt odciążenia osiąga się poprzez podwieszenie części ciała na tzw. podwieszkach, czyli linkach podtrzymujących ciężar np. kończyny,  przez podtrzymanie kończyny przez terapeutę lub też przez zanurzenie w wodzie. Ćwiczenia w odciążeniu umożliwiają szybszy powrót do zdrowia po okresie unieruchomienia, a ich naturalną konsekwencją są ćwiczenia bez odciążenia oraz ćwiczenia z oporem.

Przeczytaj ostrzeżenie dotyczące informacji medycznych i pokrewnych zamieszczonych w Wikipedii.